# فارناباز سوم

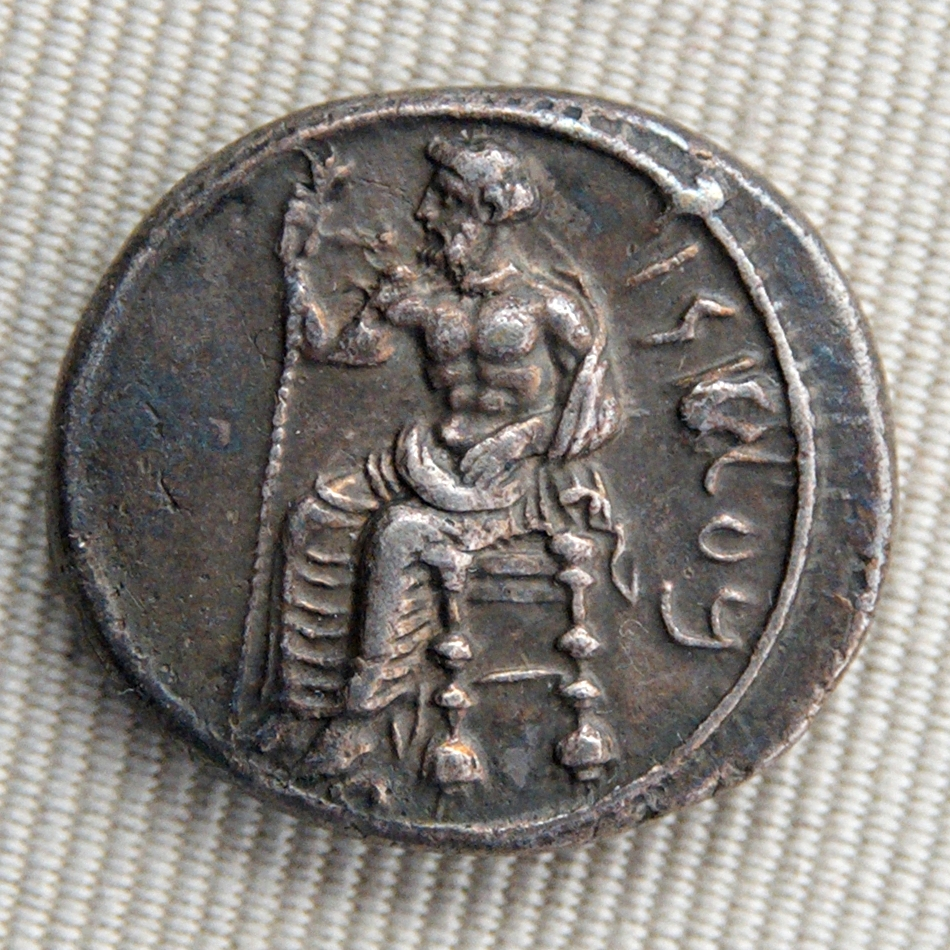
سکه‌ای از فَرنَه‌بازو سوم.

فارناباز سوم (به پارسی باستان: 𐎳𐎠𐎼𐎴𐎲𐎠𐏀𐎢؛ نویسه‌گردانی: Farnabāzu؛ زبان یونانی باستان: Φαρνάβαζος؛ نویسه‌گردانی: Pharnábazos) (۳۷۰–۳۲۰ پ. م) ساتراپ فریگیه هلسپونت و از دودمان فارناکیان و یکی از ساتراپ‌های پارسی بود که علیه اسکندر مقدونی جنگید.

## دوران جوانی
فارناباز پسر آرتاباز دوم، ساتراپ فریگیه هلسپونت و از دودمان فارناکیان بود. با این حال، آرتاباز پس از یک شورش نافرجام علیه اردشیر سوم در سال ۳۵۸ (پیش از میلاد) به همراه خانواده‌اش نیز به مقدونیه تبعید شد، جایی که آن‌ها اسکندر جوان را ملاقات کردند.ممنون رودسی که یک مزدور یونانی بود و با آن‌ها رابطه خویشاوندی داشت همراه آرتاباز و فارناباز بود.

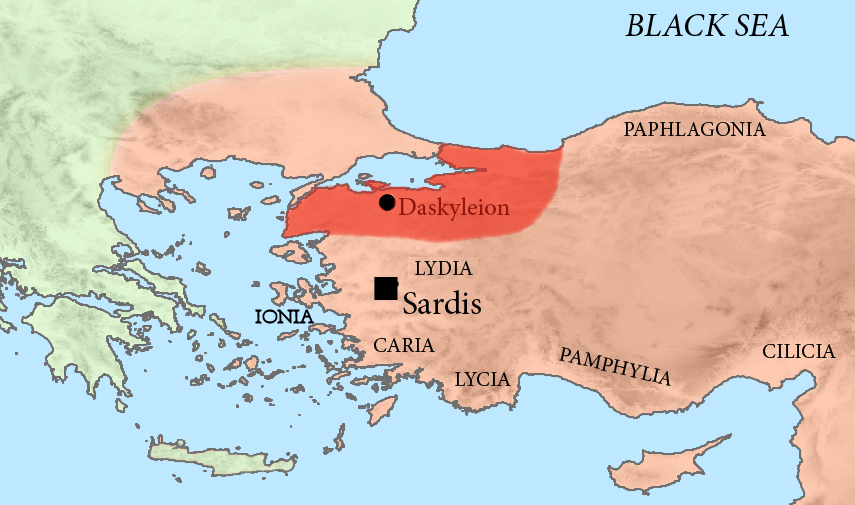
ساتراپی فریگیه هلسپونت در دوران فارناباز دوم

آرتاباز و فارناباز و ممنون بعدها اجازهٔ بازگشت به پارس را یافتند که بر طبق آن ممنون فرماندهی ناوگان ایران در دریای اژه با پشتیبانی فارناباز را بدست آورد.

## نبرد علیه اسکندر
هنگامی که اسکندر به شاهنشاهی هخامنشی حمله کرد، ممنون از شهر مهم و راهبردی هالیکارناس دفاع کرد در حالی که اسکندر به فتح نزدیک می‌شد، او اسکندر را وادار کرد تا به دنبال تدارکات برود. این به پارسیان زمان کافی را می‌بخشید تا تجدید قوا کنند.
ممنون و فارناباز راهبرد خود که بر مبنای ایجاد اختلال در خطوط تدارکات اسکندر بود به سوی گرفتن جزایر دریای اژه در نزدیکی تنگهٔ داردانل و دامن زدن به شورش‌های در یونان، تغییر دادند. در همان زمان‌ها بود که پادشاه اسپارتیان آگیس سوم و دولتمرد آتنی دموستن برای آزادی و جدا کردن یونان از مقدونیه باستان نیروهای خود را سازمان می‌دادند. ممنون و فارناباز جزایر کس و خیوس را گرفتند، اما در حین محاصرهٔ موتیلنه، پایتخت جزیره لسبوس، ممنون در اثر یک تب درگذشت.
فارناباز به کمک وادفرداد ساتراپ لیدی (اوتوفرادتس) کنترل تمامی نیروهای دریایی پارس را در دریای اژه بر عهده گرفت. آن‌ها موتیلنه و جزیره تندوس را که به موجب آن‌ها کنترل کل داردانل را به دست می‌گرفتند، فتح کردند.
فارناباز با ایجاد یک موقعیت عالی و غنی با غیرقابل استفاده کردن بندری در نزدیکی هالیکارناس، اسکندر را بیشتر تهدید می‌کرد. او همچنین کلیهٔ ساموتراس، سیفنوس و آندروس را فتح کرد و تمام کشتی‌های تدارکات یونانی را به دست گرفت.
به هر حال، پس از شکست پادشاه هخامنشی، داریوش سوم در نبرد سرنوشت ساز ایسوس، در نوامبر ۳۳۳ پ. م، فارناباز به‌طور کامل تنها و منزوی شد. پادشاه اسپارتی، آگیس سوم، از شورش آشکار خود دست برداشت. فارناباز مجبور شد که با شورش‌های زیادی در قلمرو خود مقابله کند و بسیاری از نیروهایش او را ترک گفتند. ناوگان تضعیف شدهٔ او در نزدیکی خیوس شکست خورد و فارناباز دستگیر شد. درحالی که او را به نزد اسکندر می‌بردند او موفق به گریختن به کس شد.

## اواخر زندگی

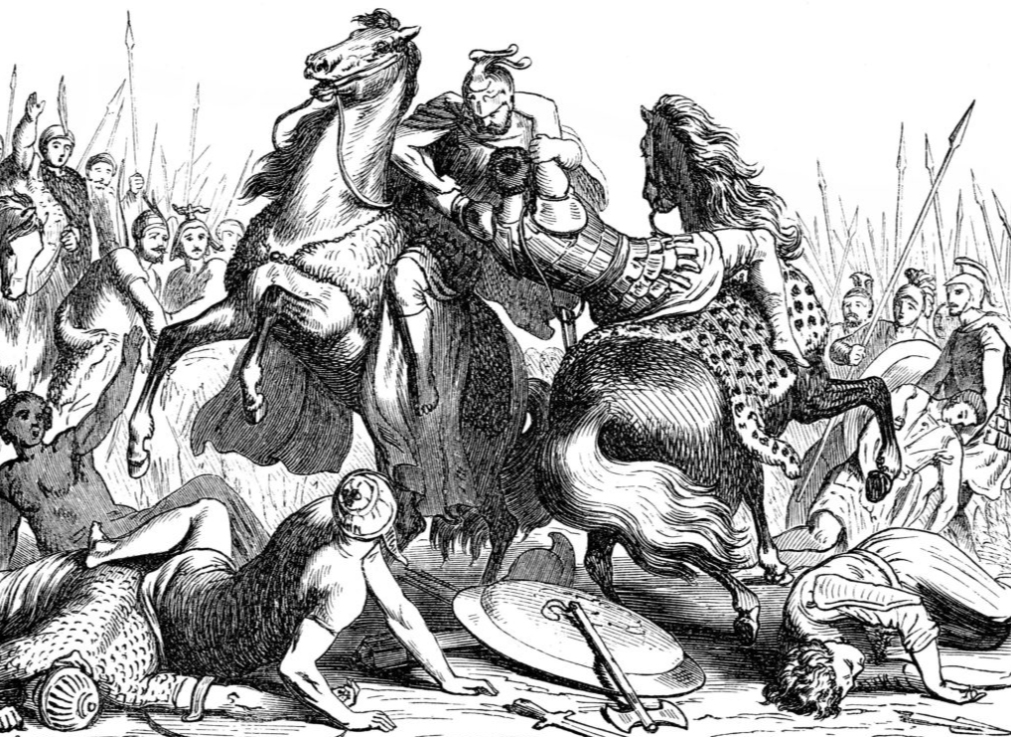
در سال ٣٢١ پیش از میلاد، فارناباز سوم یک اسکادران سواره را برای ائومنس فرماندهی کرد، وقتی که نئوپتولموس را در نبردهای دیادوخوی شکست داد. حکاکی ١٨٧٨.

اینکه چه چیزی پس از فرار او پیش آمد مشخص نیست. یک شکاف در گزارش‌ها است. اینطور برداشت می‌شود که او نهایتاً به اسکندر تحویل داده شد چرا که در ۳۲۴ پ. م، آرتونیس، خواهر فارناباز توسط اسکندر به ازدواج ائومنس درآمد، و در سال ۳۲۱ پ. م ما فارناباز را می‌بینیم که یک اسکادران از سواره نظام را برای ائومنس در نبردی که کریتروس و نئوپتولموس را شکست می‌دهد، فرماندهی می‌کند.

## دودمان فارناکیان
حکمرانان دودمان فارناکیان و زمان خدمتشان به ترتیب عبارتند از:
- فارناک یکم (۵۵۰–۴۹۷ پیش از میلاد)
- آرتاباز یکم (۴۸۰–۴۵۵ پ.م.)
- فارناباز یکم (۴۵۵–۴۳۰ پ.م.)
- فارناک دوم (۴۳۰–۴۲۲ پ.م.)
- فارناباز دوم (۴۲۲–۳۸۷ پ.م.)
- آریوبرزن (۴۰۷–۳۶۲ پ.م.)
- آرتاباز دوم (۳۸۹–۳۲۹ پ.م.)
- فارناباز سوم (۳۷۰–۳۲۰ پ.م.)
- آرسیتس (- پ.م.) آخرین ساتراپ ایرانی فریگیه هلسپونت